# Kemal Ademi
Pour les articles homonymes, voir Ademi.
Kemal Ademi, né le 23 janvier 1996 à Villingen-Schwenningen en Allemagne, est un footballeur suisse. Il joue au poste d'attaquant au NK Osijek.

## Biographie
Né à Villingen-Schwenningen en Allemagne, Kemal Ademi grandit à Herisau dans le canton de Canton d'Appenzell Rhodes-Extérieures en Suisse. Il débute le football au FC Herisau puis au FC Saint-Gall où il fait ses classes footballistique jusqu'au l'équipe M21 qui évolue en troisième division suisse avant de partir jouer avec la réserve du TSG 1899 Hoffenheim en quatrième division allemande.
En juillet 2018, après un essai de deux semaines, il signe pour une année en faveur du Neuchâtel Xamax FCS en première division Suisse. Les débuts sont compliqués pour lui qui revient tout juste d'une blessure aux ligaments croisés quand il signe à Xamax et se blesse de nouveau d'une déchirure derrière la cuisse en septembre mais il trouve finalement sa place en tant que titulaire indiscutable. Le club connait une saison compliqué en terminant à l'avant dernière place du championnat synonyme de barrage de relégation. Lors du match aller, les neuchâtelois s'inclinent lourdement à domicile quatre buts à zéro contre le FC Aarau mais réussit l'exploit de renverser la tendance lors du match retour à Aarau en remportant la victoire aux tirs au but après un match remporté quatre à zéro avec notamment le troisième but marqué par Kemal. Après s'être imposé comme un élément important du club dès sa première saison avec trente-et-un matchs pour dix buts, il quitte le club pour s'engager avec le FC Bâle pour quatre ans. 
Après une saison et quinze buts marqués en quarante-quatre matchs au FC Bâle, il rejoint la Turquie et le Fenerbahçe SK pour trois ans plus une en option.
Après un an et demi en Turquie dont un prêt au Fatih Karagümrük SK, il rejoint la Russie et le FK Khimki. Il y joue quatorze matchs et est prêté à deux reprises en Allemagne au SC Paderborn 07 et au SV Sandhausen avant de revenir en Suisse au FC Lucerne.
En 2024, il signe pour deux ans au NK Osijek en Croatie.

## Palmarès
Kemal Ademi est finaliste de la Coupe de Suisse en 2020 avec le FC Bâle.